# 恋ごころ (菅崎茜の曲)
「恋ごころ」（こいごころ）は、菅崎茜の3枚目のシングル。

## 概要
- TBS系アニメ「探偵学園Q」エンディング・テーマ。唯一のアルバム『beginning』の先行シングルとして発売された。有線問い合わせチャート1位となるなど有線放送でロングヒットとなった。

## 収録曲
1. 恋ごころ
作詞：菅崎茜　作曲：大野愛果　編曲：小林哲
2. ボーイフレンド
作詞：菅崎茜　作曲：岡本仁志　編曲：大賀好修
3. 恋ごころ ～Instrumental～

## 参加ミュージシャン
- 小林哲 - キーボード、プログミング
- 大野愛果 - コーラス
- 大賀好修 - プログラミング、ギター